# Kortteisen tekojärvi
Kortteisen tekojärvi är en sjö (vattenmagasin) i Lamujoki i kommunen Siikalatva i landskapet Norra Österbotten i Finland. Sjön ligger 103,9 meter över havet. Arean är 5,88 kvadratkilometer och strandlinjen är 18,9 kilometer lång. Sjön  ingår i Siikajokis huvudavrinningsområde.   Den ligger omkring 94 kilometer söder om Uleåborg och omkring 450 kilometer norr om Helsingfors. 
I sjön finns öarna Rautaharju, Hassila och Maalan Puntanen. 